# Гальтье, Кристоф
Кристо́ф Гальтье́ (фр. Christophe Galtier; род. 23 августа 1966, Марсель) — французский футболист, выступавший на позиции защитника, и тренер.

## Клубная карьера
Гальтье начал карьеру футболиста в марсельском «Олимпике». Защитник выступал в команде с 1985 по 1987 год и дважды становился финалистом Кубка Франции. После ухода из марсельского клуба Гальтье ещё 7 лет играл в Дивизионе 1 за «Лилль», «Тулузу» и «Анже». Сезон 1994/95 защитник провёл в клубе «Ним Олимпик», после чего вернулся в «Марсель», с которым сумел пробиться в Дивизион 1. По окончании сезона 1997/97 Кристоф Гальтье перешёл в клуб Серии B «Монца», а год спустя — в китайский «Ляонин Хувин», где и завершил карьеру футболиста в 1999 году.

## Карьера в сборной
Гальтье выступал за молодёжную сборную Франции, в составе которой выиграл чемпионат Европы 1988.

## Тренерская карьера
По окончании карьеры игрока Гальтье стал ассистентом Бернара Казони в тренерском штабе «Марселя». На этой должности Гальтье оставался до лета 2001 года. В 2000 году непродолжительное время он являлся главным тренером команды. В дальнейшем он работал на должности помощника главного тренера в греческом «Арисе», французской «Бастии» и эмиратском клубе «Аль-Айн».
7 апреля 2005 года Гальтье стал ассистентом Алена Перрена в английском «Портсмуте». В дальнейшем Гальтье работал с Перреном в «Сошо», «Лионе» и «Сент-Этьене», пока 15 декабря 2009 года не сменил его на посту главного тренера «зелёных».
К моменту назначения Гальтье «стефануа» занимали 17-ю позицию в чемпионате, проиграв 10 матчей из 17-ти. В оставшихся 20-ти турах при новом тренере «Сент-Этьен» потерпел ещё 10 поражений, однако сохранил место в Лиге 1, удержавшись на последней, 17-й строчке, дающей право участия в турнире на следующий год.
В сезоне 2010/11 команда Гальтье улучшила результат, заняв 10-е место. В чемпионате 2011/12 «зелёные» были уже седьмыми, в следующем году — пятыми. Также в 2013 году Гальтье смог достичь гигантского прорыва в кубковом соревновании — впервые за 32 года под его руководством «Сент-Этьен» выиграл трофей — Кубок французской лиги: 20 апреля на «Стад де Франс» с минимальным счётом был обыгран «Ренн». В следующих трёх сезонах Гальтье выводил «Сент-Этьен» в Лигу Европы, занимая четвёртое, пятое и шестое места в турнирной таблице. 9 мая 2017 года он объявил, что покинет «Сент-Этьен» по окончании сезона, в котором его команда заняла восьмое место.
В декабре 2017 года Гальтье стал главным тренером «Лилля», сменив Марсело Бьелсу. На тот момент команда шла на 18-м месте и боролась за выживание, а клубу было запрещено регистрировать новых футболистов во время зимнего трансферного окна. Тем не менее Гальтье удалось спасти «Лилль» от вылета, финишировав на 17-м месте.
Следующий сезон «Лилль» провёл гораздо лучше: под руководством Гальтье команда заняла второе место и напрямую вышла в групповой этап Лиги чемпионов. Кристоф Гальтье был признан лучшим французским тренером 2019 года по версии журнала France Football. В Лиге чемпионов Гальтье дебютировал неудачно, набрав с «Лиллем» одно очко и заняв четвёртое место в группе.
В сезоне 2019/20, прерванном досрочно из-за пандемии COVID-19, «Лилль» занял четвёртое место в чемпионате и вышел в групповой этап Лиги Европы.
23 мая 2021 года «Лилль» со счётом 2:1 обыграл «Анже» в заключительном туре сезона и выиграл первый за десять лет чемпионский титул, на одно очко опередив «Пари Сен-Жермен», который до этого не уступал чемпионский титул на протяжении трёх сезонов подряд.
28 июня 2021 года Гальтье был назначен главным тренером «Ниццы». По итогам сезона команда заняла 5-е место в чемпионате Франции и дошла до финала национального кубка, но в финальном матче со счётом 0:1 уступила «Нанту».
5 июля 2022 года возглавил «Пари Сен-Жермен», подписав контракт на два года. 30 июня 2023 года Кристоф Гальтье и его сын Джон Валович были арестованы полицией в Ницце по обвинению в расизме и дискриминации: стало известно, что в разговоре с бывшим спортивным директором «Ниццы» Жюльеном Фурнье тренер «ПСЖ» возмутился тем, что в составе его клуба играет слишком много мусульман и темнокожих. 5 июля 2023 года контракт Гальтье с ПСЖ был расторгнут по соглашению сторон.
12 октября 2023 года стал главным тренером катарского клуба «Аль-Духаиль», подписав контракт на два года с возможностью продления ещё на один сезон.

## Достижения

### Командные
Молодёжная сборная Франции
- Чемпион Европы: 1988

### Тренерские
«Сент-Этьен»
- Обладатель Кубка французской лиги: 2012/13

«Лилль»
- Чемпион Франции: 2020/21

«Пари Сен-Жермен»
- Чемпион Франции: 2022/23
- Обладатель Суперкубка Франции: 2022

## Тренерская статистика
| Клуб            | Начало работы   | Завершение работы | Показатели | Показатели | Показатели | Показатели | Показатели | Показатели | Показатели | Показатели |
| Клуб            | Начало работы   | Завершение работы | М          | В          | Н          | П          | МЗ         | МП         | РМ         | %          |
| --------------- | --------------- | ----------------- | ---------- | ---------- | ---------- | ---------- | ---------- | ---------- | ---------- | ---------- |
| Сент-Этьен      | 15 декабря 2009 | 20 мая 2017       | 361        | 148        | 108        | 105        | 459        | 368        | +91        | 041,00     |
| Лилль           | 29 декабря 2017 | 25 мая 2021       | 152        | 78         | 32         | 42         | 236        | 164        | +72        | 051,32     |
| Ницца           | 28 июня 2021    | 30 июня 2022      | 43         | 24         | 7          | 12         | 65         | 43         | +22        | 055,81     |
| Пари Сен-Жермен | 5 июля 2022     | 5 июля 2023       | 50         | 34         | 6          | 10         | 120        | 53         | +67        | 068,00     |
| Аль-Духаиль     | 12 октября 2023 | 5 июля 2025       | 60         | 34         | 9          | 17         | 115        | 73         | +42        | 056,67     |
| Неом            | 5 июля 2025     |                   | 0          | 0          | 0          | 0          | 0          | 0          | +0         | —          |
| Итого           | Итого           | Итого             | 665        | 317        | 162        | 186        | 995        | 700        | +295       | 047,67     |